# Bažanka

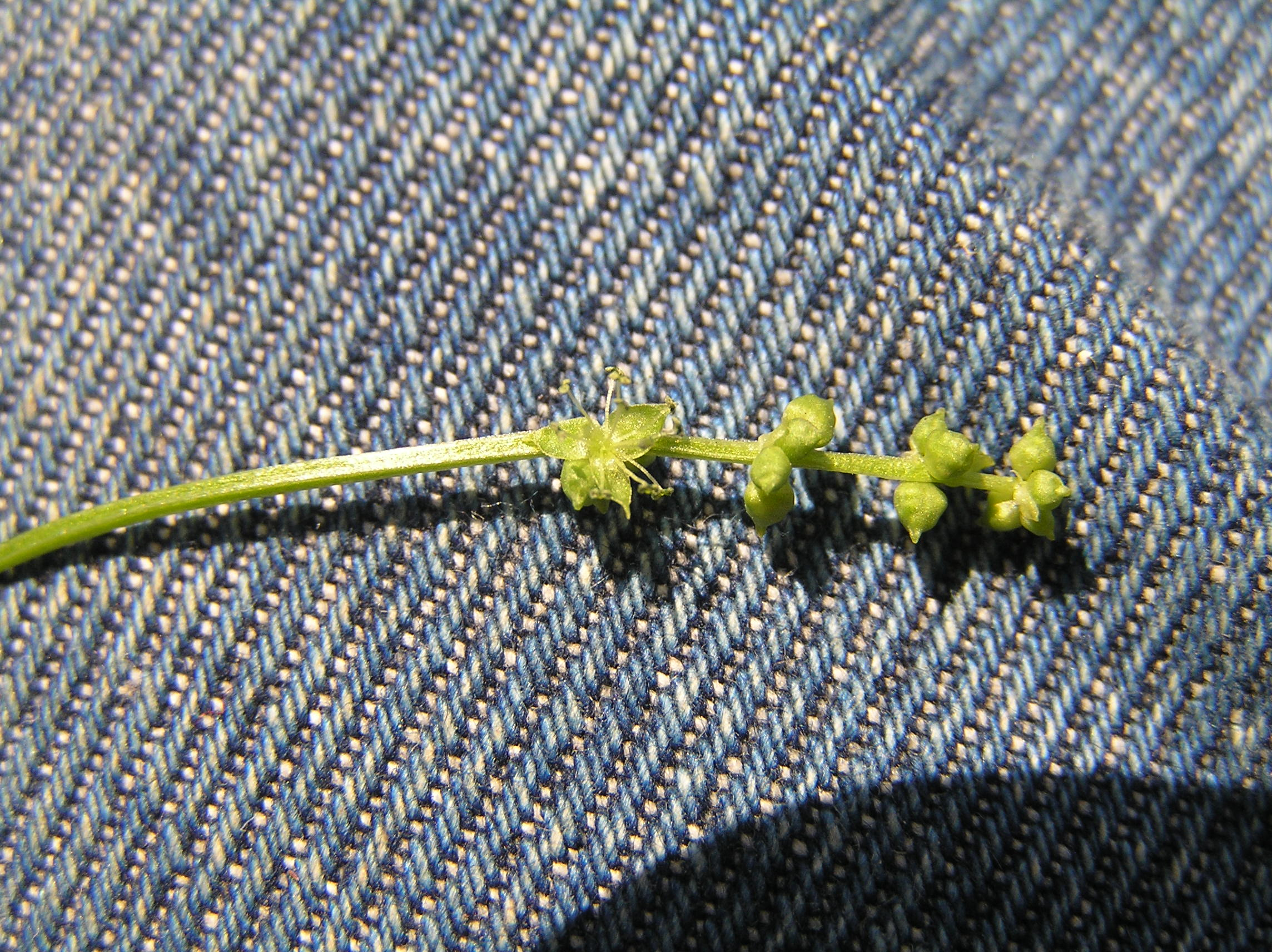
Bažanka – samčí květy

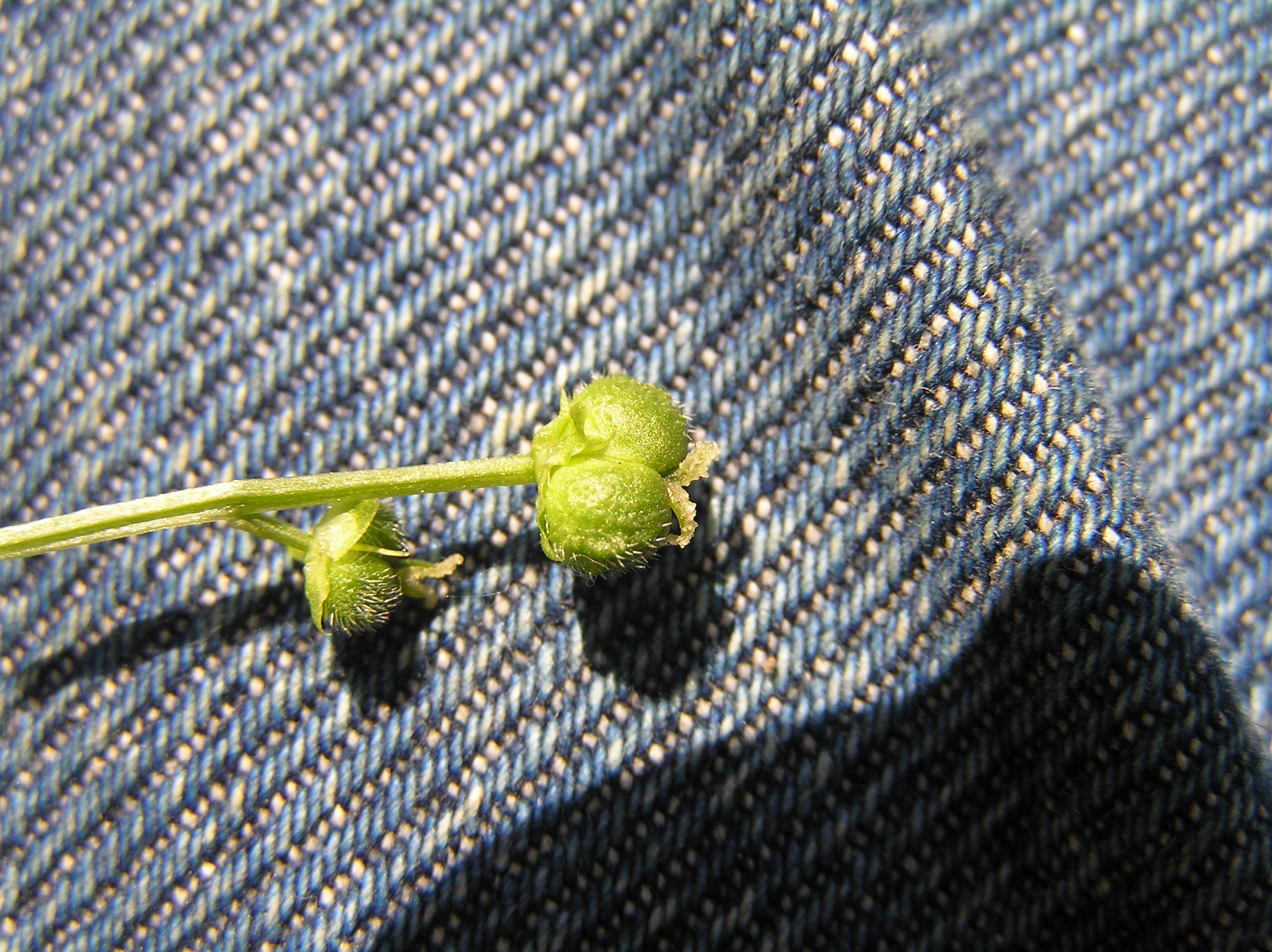
Bažanka – samičí květy

Bažanka (Mercurialis) je rod rostlin z čeledi pryšcovité.

## Rozšíření
Deset druhů se vyskytuje převážně v mírném podnebném pásmu, patří mezi mezofyty i xerofyty. Jsou rozšířeny v západní, střední a jižní Evropě, v jižních oblastech Skandinávie, v Pobaltí, Bělorusku a v Rumunsku. Areál výskytu zasahuje na sever Afriky, do Malé Asie, na Blízký východ, pod Himálaj, do Thajska, Číny, Tchaj-wanu a Japonska. Jako zavlečená rostlina vyrůstá na jihozápadě i jihovýchodě Austrálie, na Novém Zélandu a dále na severozápadě a severovýchodě USA a východě Kanady.
V ČR rostou ve volné přírodě v nižších a středních polohách tři druhy, hojně, roztroušeně i vzácně. Nejlépe jim vyhovují humózní křoviny nebo listnaté a smíšené lesy, objevují se často v souvislých kobercích poblíž vodních toků. Nejsou však všechny stejně hojné, např. bažanka vejčitá je v České republice považována za kriticky ohrožený druh a na Slovensku se nevyskytuje vůbec.
Bažanka je jedním ze dvou rodů rostlin čeledě pryšcovitých vyskytujících se na území ČR, druhým rodem je pryšec.

## Popis
Rod bažanka je tvořen jednoletými i vytrvalými bylinami nebo polokeři vysokými 10 až 50 cm, v převážné většině dvoudomými. U některých druhů, rostoucích mimo ČR, rostlinné pletivo obsahuje buňky s latexem. Mívají vřetenovitý kořen, vytrvalé druhy se rozmnožují i oddenky. Čtyřhranná lodyha bývá nevětvená i větvená. Řapíkaté nebo přisedlé vstřícné listy s drobnými šupinatými, listnatými nebo ostnatými palisty jsou kopinaté až podlouhle vejčité, tupě pilovitě zubaté, nervatura listů je zpeřená.
Samčí květy jsou uspořádány v klasnatá nebo hroznovitá květenství, jejich drobné žluté nebo zelené květy nemají korunu, kalich je vytvořen pouhými třemi lístky. V květu bývá 8 až 20 volných tyčinek. Samičí květenství vyrůstají z úžlabí listů, nejsou větvená, žlutozelené květy mají krátké stopky a shlukují se ve 1 až 3 květých klubkách, jejich květy také nemají korunu, kalich je opět vytvořen třemi šupinovitými lístky, mají 2 až 3 patyčinky. Svrchní semeník má 2 až 3 pouzdra a 2 až 3 čnělky opatřené uvnitř po celé délce bliznami.
Opylování je závislé na hmyzu. Vykvétá většinou v dubnu a květnu. Plody jsou dvoupouzdré pukající tobolky se semenem vejčitého nebo kulovitého tvaru. Rostlina se nejčastěji rozmnožuje autochorně, svá semena rozstřeluje do okolí.

## Použití
Jako téměř všechny rostliny z čeledě pryšcovitých obsahuje bažanka toxické látky, které se mohou u lidí při požití většího množství čerstvé rostliny projevit nechutenstvím, průjmem nebo narušením srdeční činnosti, následky nebývají smrtelné. Sušením se toxicita drogy výrazně snižuje. V lidovém léčitelství se natě bažanky vytrvalé používalo vně jako prostředku s projímavým a močopudným účinkem nebo zevně na špatně se hojící rány.
Některé druhy, např. bažanka roční, jsou hodnoceny jako obtížný polní plevel, zapleveluje převážně okopaniny, zeleniny a ostatní širokořádkové plodiny nevytvářející zapojený porost.

## Taxonomie
Rod bažanka se dělí na 10 druhů, z toho 3 druhy bažanka roční, b. vejčitá a b. vytrvalá jsou původní druhy flóry České republiky.
- bažanka roční (Mercurialis annua) L.
- bažanka vejčitá (Mercurialis ovata) Sternb. et Hoppe
- bažanka vytrvalá (Mercurialis perennis) L.
- Mercurialis canariensis Obbard et S. A. Harris
- Mercurialis corsica Coss. et Kralik
- Mercurialis elliptica Lam.
- Mercurialis huetii Hanry
- Mercurialis leiocarpa Siebold et Zucc.
- Mercurialis reverchonii Rouy
- Mercurialis tomentosa L.[7]